# روب كيلي (لاعب كرة قدم أمريكية)
روب كيلي (بالإنجليزية: Rob Kelly)‏ هو لاعب كرة قدم أمريكية أمريكي، ولد في 21 يونيو 1974 في ماونت فرنون في الولايات المتحدة.

## وصلات خارجية
- روب كيلي على موقع مرجع كرة القدم المحترفة.كوم (الإنجليزية)